# Associazione Calcio Brescia 1954-1955
Questa pagina raccoglie le informazioni riguardanti l'Associazione Calcio Brescia nelle competizioni ufficiali della stagione 1954-1955.

## Stagione
Nella stagione 1954-55 il Brescia ha disputato il campionato di Calcio di Serie B, chiudendolo in quinta posizione. Il torneo cadetto è stato vinto dal Lanerossi Vicenza davanti al Padova entrambe le squadre venete sono state promosse in Serie A
In casa Brescia partito "Cina" Bonizzoni destinazione Bergamo, per la panchina bresciana viene ingaggiato l'ex rondinella Mario Perazzolo. Vengono ceduti il portiere Giuseppe Zibetti alla Lazio e l'ala Celso Posio al Napoli. Il nuovo portiere è Giuseppe Albani dopo cinque stagioni all'Atalanta, in difesa arriva Osvaldo Fattori, per l'attacco Achille Fraschini che vincerà il titolo di capo cannoniere della Serie B con 14 reti, alla pari con Enrico Motta del Vicenza e Giancarlo Rebizzi del Legnano. Ultima stagione da calciatore per Renato Gei che la chiude con 23 presenze e 5 reti. La difesa poggia su due pilastri, uno è Cesare Zamboni rientrato da Udine e l'altro il roccioso Piero Provezza. In campionato si disputa un torneo senza molti acuti, i biancoazzurri si prendono però la soddisfazione di battere (1-0) alla ventesima giornata la capolista Lanerossi Vicenza, e chiudono le ostilità con il quinto posto in classifica.

## Rosa
| N. |                   | Ruolo | Calciatore        |
| -- | ----------------- | ----- | ----------------- |
|    | Italia (bandiera) | P     | Giuseppe Albani   |
|    | Italia (bandiera) | P     | Aldo Romano       |
|    | Italia (bandiera) | D     | Giovanni Azzini   |
|    | Italia (bandiera) | D     | Marcello Castoldi |
|    | Italia (bandiera) | D     | Erberto Galeotti  |
|    | Italia (bandiera) | D     | Piero Provezza    |
|    | Italia (bandiera) | D     | Cesare Zamboni    |
|    | Italia (bandiera) | C     | Battista Buizza   |
|    | Italia (bandiera) | C     | Armando Carta     |
|    | Italia (bandiera) | C     | Osvaldo Fattori   |

| N. |                   | Ruolo | Calciatore         |
| -- | ----------------- | ----- | ------------------ |
|    | Italia (bandiera) | C     | Luigi Genero       |
|    | Italia (bandiera) | C     | Giovanni Mangini   |
|    | Italia (bandiera) | C     | Silvano Togni      |
|    | Italia (bandiera) | C     | Giuseppe Cavalleri |
|    | Italia (bandiera) | C     | Marcello Vergnani  |
|    | Italia (bandiera) | A     | Ezio Bettini       |
|    | Italia (bandiera) | A     | Achille Fraschini  |
|    | Italia (bandiera) | A     | Amedeo Gasparini   |
|    | Italia (bandiera) | A     | Renato Gei         |
|    | Italia (bandiera) | A     | Moreno Jacopini    |

## Risultati

### Campionato

#### Girone di andata
| Arbitro: | Rigato (Mestre) |

|            |           |  |
| Serone 71’ | Marcatori |  |

| Arbitro: | Alterio (Roma) |

|                             |           |                       |
| Gasparini 3’ Bettini II 16’ | Marcatori | 76’ (rig.) Korostelev |

| Arbitro: | Corallo (Lecce) |

|                                  |           |  |
| Testa 12’ Manzardo 15’ Testa 85’ | Marcatori |  |

| Arbitro: | Agnolin (Bassano del Grappa) |

|                            |           |               |
| Fraschini 41’ Vergnani 84’ | Marcatori | 66’ Nicoletti |

| Brescia 17 ottobre 1954 5ª giornata | Brescia         | 0 – 0 | Palermo | Stadium di Viale Piave\| Arbitro: \| Rigato (Mestre) \| |
| Arbitro:                            | Rigato (Mestre) |       |         |                                                         |

| Arbitro: | Alterio (Roma) |

|                |           |               |
| Pantaleoni 70’ | Marcatori | 59’ Fraschini |

| Arbitro: | Ferrari (Milano) |

|            |           |  |
| Bellini 2’ | Marcatori |  |

| Arbitro: | Liverani (Torino) |

|                                           |           |                    |
| Fraschini 46’ 50’ Carta 64’ Fraschini 70’ | Marcatori | 83’ (aut.) Zamboni |

| Arbitro: | Grillo (Napoli) |

|            |           |  |
| Blason 58’ | Marcatori |  |

| Arbitro: | Alterio (Roma) |

|                                    |           |  |
| Fattori 8’ Fraschini 24’ Carta 90’ | Marcatori |  |

| Arbitro: | Adami (Roma) |

|                                 |           |  |
| Carta 23’ Fraschini 41’ Gei 52’ | Marcatori |  |

| Arbitro: | Ferrari (Milano) |

|                 |           |  |
| Bertoni 53’ 82’ | Marcatori |  |

| Arbitro: | Maurelli (Roma) |

|                       |           |  |
| Gasparini 58’ Gei 68’ | Marcatori |  |

| Arbitro: | Corallo (Lecce) |

|                   |           |  |
| Zorzin 49’ (rig.) | Marcatori |  |

| Arbitro: | Canepa (Genova) |

|             |           |                    |
| Fattori 52’ | Marcatori | 35’ (aut.) Zamboni |

| Arbitro: | Bonetto (Torino) |

|            |           |            |
| Rebizzi 7’ | Marcatori | 59’ Genero |

| Arbitro: | Marangio (Roma) |

|               |           |               |
| Pavanello 81’ | Marcatori | 10’ 72’ Carta |

#### Girone di ritorno
| Arbitro: | Grandville (Roma) |

|                          |           |               |
| Fraschini 5’ Fattori 18’ | Marcatori | 8’ Albertelli |

| Arbitro: | Smorto (Reggio Calabria) |

|                      |           |           |
| Fontana 5’ Darin 83’ | Marcatori | 23’ Carta |

| Arbitro: | Bonetto (Torino) |

|             |           |  |
| Mangini 57’ | Marcatori |  |

| Arbitro: | Arpaia (Roma) |

|                           |           |  |
| Repetti 34’ Brach 89’ 90’ | Marcatori |  |

| Arbitro: | Fornari (Bologna) |

|                |           |  |
| Trabattoni 14’ | Marcatori |  |

| Arbitro: | Menchini (Udine) |

|  |           |           |
|  | Marcatori | 26’ Sanna |

| Brescia 20 marzo 1955 24ª giornata | Brescia           | 0 – 0 | Como | Stadium di Viale Piave\| Arbitro: \| Grandville (Roma) \| |
| Arbitro:                           | Grandville (Roma) |       |      |                                                           |

| Arbitro: | Famulari (Messina) |

|                                                       |           |               |
| Bressa 2’ Marchetto 30’ Occhetta 34’ Biagioli 36’ 63’ | Marcatori | 55’ Fraschini |

| Arbitro: | Alterio (Roma) |

|                                        |           |                                 |
| Fraschini 10’ Genero 38’ Gasparini 66’ | Marcatori | 68’ Luosi 75’ (rig.) Scaramuzzi |

| Arbitro: | Smorto (Reggio Calabria) |

|                |           |               |
| Castignani 62’ | Marcatori | 14’ 52’ Carta |

| Arbitro: | Adami (Roma) |

|  |           |                    |
|  | Marcatori | 77’ (aut.) Tuccini |

| Arbitro: | Campanati (Milano) |

|                                        |           |  |
| Gasparini 8’ Gei 57’ Fraschini 63’ 70’ | Marcatori |  |

| Arbitro: | Menchini (Udine) |

|               |           |                       |
| Cabas 54’ 74’ | Marcatori | 12’ Fraschini Gei 46’ |

| Brescia 15 maggio 1955 31ª giornata | Brescia           | 0 – 0 | Padova | Stadium di Viale Piave\| Arbitro: \| Marchese (Napoli) \| |
| Arbitro:                            | Marchese (Napoli) |       |        |                                                           |

| Arbitro: | Guarnaschelli (Pavia) |

|  |           |                                   |
|  | Marcatori | 13’ Gei 67’ Gasparini 78’ Fattori |

| Arbitro: | Scaramella (Roma) |

|  |           |               |
|  | Marcatori | 80’ Bercarich |

| Arbitro: | Scaramella (Roma) |

|                                     |           |            |
| Carta 70’ Fraschini 75’ Fattori 85’ | Marcatori | 23’ Petris |

## Statistiche

### Statistiche di squadra
| Competizione | Punti | In casa | In casa | In casa | In casa | In casa | In casa | In trasferta | In trasferta | In trasferta | In trasferta | In trasferta | In trasferta | Totale | Totale | Totale | Totale | Totale | Totale | DR |
| Competizione | Punti | G       | V       | N       | P       | Gf      | Gs      | G            | V            | N            | P            | Gf           | Gs           | G      | V      | N      | P      | Gf     | Gs     | DR |
| ------------ | ----- | ------- | ------- | ------- | ------- | ------- | ------- | ------------ | ------------ | ------------ | ------------ | ------------ | ------------ | ------ | ------ | ------ | ------ | ------ | ------ | -- |
| Serie B      | 37    | 17      | 11      | 4       | 2       | 30      | 10      | 17           | 4            | 3            | 10           | 14           | 26           | 34     | 15     | 7      | 12     | 44     | 36     | +8 |

### Statistiche dei giocatori
| Giocatore    | Serie B  | Serie B |
| Giocatore    | Presenze | Reti    |
| ------------ | -------- | ------- |
| G. Albani    | 26       | -30     |
| A. Romano    | 8        | -6      |
| G. Azzini    | 34       | 0       |
| M. Castoldi  | 31       | 0       |
| E. Galeotti  | 4        | 0       |
| P. Provezza  | 34       | 0       |
| C. Zamboni   | 30       | 0       |
| B. Buizza    | 2        | 0       |
| A. Carta     | 30       | 9       |
| O. Fattori   | 32       | 5       |
| L. Genero    | 13       | 2       |
| G. Mangini   | 34       | 1       |
| S. Togni     | 3        | 0       |
| G. Cavalleri | 3        | 0       |
| M. Vergnani  | 3        | 1       |
| E. Bettini   | 6        | 1       |
| A. Fraschini | 26       | 14      |
| A. Gasparini | 29       | 5       |
| R. Gei       | 23       | 5       |
| M. Jacopini  | 3        | 0       |